# Aegolius
Aegolius este un gen de bufnițe de pădure. Au o talie mică. Capul este mare, rotund, fără egrete ("urechi"). Aripile sunt relativ lungi. Discurile faciale bine dezvoltate, destul de rotunjite sau pătrate. Ochii sunt galbeni sau galben-portocaliu; marginile pleoapelor sunt negricioase. Tarsul este acoperit cu pene, degetele acoperite cu pene sau golașe. Deschiderea urechilor este mare și asimetrică. Toate cele patru specii actuale trăiesc în pădure mari: una în Holarctic, trei în America. Numele științific al genului provine din cuvântul latin aegolios (din greaca aigōlios) = bufniță țipătoare.

## Sistematica
Genul Aegolius include 4 specii actuale (care trăiesc în prezent) și 1 dispărută
- Aegolius funereus  = minuniță
- Aegolius acadicus
- Aegolius ridgwayi
- Aegolius harrisii
- †Aegolius gradyi (dispărută)